# Townsendia araguensis
Townsendia araguensis är en tvåvingeart som beskrevs av Kaletta 1976. Townsendia araguensis ingår i släktet Townsendia och familjen rovflugor.
Artens utbredningsområde är Venezuela. Inga underarter finns listade i Catalogue of Life.